# Elminior
Elminior (Elminia) är ett fågelsläkte inom ordningen tättingar som tidigare fördes till monarker men som nu utgör en del av den nyskapade familjen feflugsnappare. Släktet omfattar fem arter som alla förekommer i Afrika söder om Sahara:
- Blå elminia (E. longicauda)
- Blåvit elminia (E. albicauda)
- Mörk elminia (E. nigromitrata)
- Vitbukig elminia (E. albiventris)
- Bergelminia (E. albonotata)

## Namn
Det vetenskapliga tillika svenska släktesnamnet kommer av St Georges d’Elmina, en hamn i Nederländska Guldkusten, idag Ghana.